# Tilly i przyjaciele
Tilly i przyjaciele (ang. Tilly & friends 2012) – brytyjski serial dla dzieci. W Polsce emitowany od 13 maja 2013 roku na kanale CBeebies.

## Obsada
- Alex Kelly - Tilly
- Paul Painting - Hector
- Gemma Harvey - Doodle
- Claire Skinner - Tumpty
- Morwenna Banks - Pru

## Fabuła
Tilly zaprasza dzieci do swojego małego, żółtego domku, gdzie wraz z nią i piątką zaprzyjaźnionych z nią zwierzątek będą poznawać świat. Przyjaciele Tilly to próżna kura Pru, wrażliwa świnka Hektor, psotna krokodylica Doodle, odważny królik Tiptoe, oraz niewinny słonik Tumpty - najmłodszy z całej paczki. Serial zachęca dzieci do tworzenia. Mali widzowie z pewnością odnajdą się w świecie Tilly.